# ستيف كرانتز
ستيف كرانتز (بالإنجليزية: Steve Krantz)‏ هو منتج أفلام وكاتب سيناريو أمريكي، ولد في 20 مايو 1923 في بروكلين في الولايات المتحدة، وتوفي في 4 يناير 2007 في لوس أنجلوس في الولايات المتحدة بسبب ذات الرئة.

## وصلات خارجية
- ستيف كرانتز على موقع IMDb (الإنجليزية)
- ستيف كرانتز على موقع ألو سيني (الفرنسية)
- ستيف كرانتز على موقع أول موفي (الإنجليزية)
- ستيف كرانتز على موقع قاعدة بيانات الأفلام السويدية (السويدية)
- ستيف كرانتز على موقع قاعدة بيانات الفيلم (الإنجليزية)
- ستيف كرانتز على موقع كينوبويسك (الروسية)